# Morris Marina
La Morris Marina est une voiture commercialisée de 1971 à 1980 par le groupe British Leyland.
Marquée par une mauvaise réputation précoce en matière de qualité et de fiabilité, elle est souvent considérée, avec l'Austin Allegro, comme l’un des symboles du déclin de British Leyland.
Le modèle a toutefois réalisé de beaux scores de ventes, plus de 800 000 exemplaires, principalement vendus au Royaume-Uni. En 1980, il fut remplacé par la Morris Ital (en), en réalité une évolution étroite de la Marina, à tel point que les deux voitures sont souvent regroupées sous l'appellation "Morris Marina/Ital". Les deux modèles cumulent une production très honorable de plus de 1,2 million d'exemplaires. 
La mauvaise réputation de la Marina est à mettre sur le compte de plusieurs facteurs : 
- ses problèmes de qualité, partagés avec la plupart de la production BL de l'époque, les conflits entre hiérarchie et syndicats et le sabotage et les grèves organisés par ces derniers étant à leur apogée dans les années 1970 ;
- la conception même du modèle, simple et moyenne en tous points, réutilisant des bases techniques existantes (remontant à 1948 et à la Morris Minor), ce qui en faisait une voiture fonctionnelle et peu coûteuse à l’entretien, mais pas marquante à la conduite ni valorisante ;
- et enfin, sans doute, une trop longue carrière. Si, à sa sortie en 1971, la Marina était dans la norme de sa catégorie, à la fin de la décennie, elle était devenue archaïque ; elle était pourtant maintenue au catalogue en l'absence de remplaçante disponible. Cet immobilisme trop visible, surtout face à une concurrence qui, elle, évoluait, desservit son image à long terme.

La Marina a existé en coupé 2 portes, en berline 4 portes et en break 5 portes ; elle fut vendue en Europe, mais aussi en Afrique du Sud et en Australie, où elle fut proposée avec un six-cylindres « série E ».

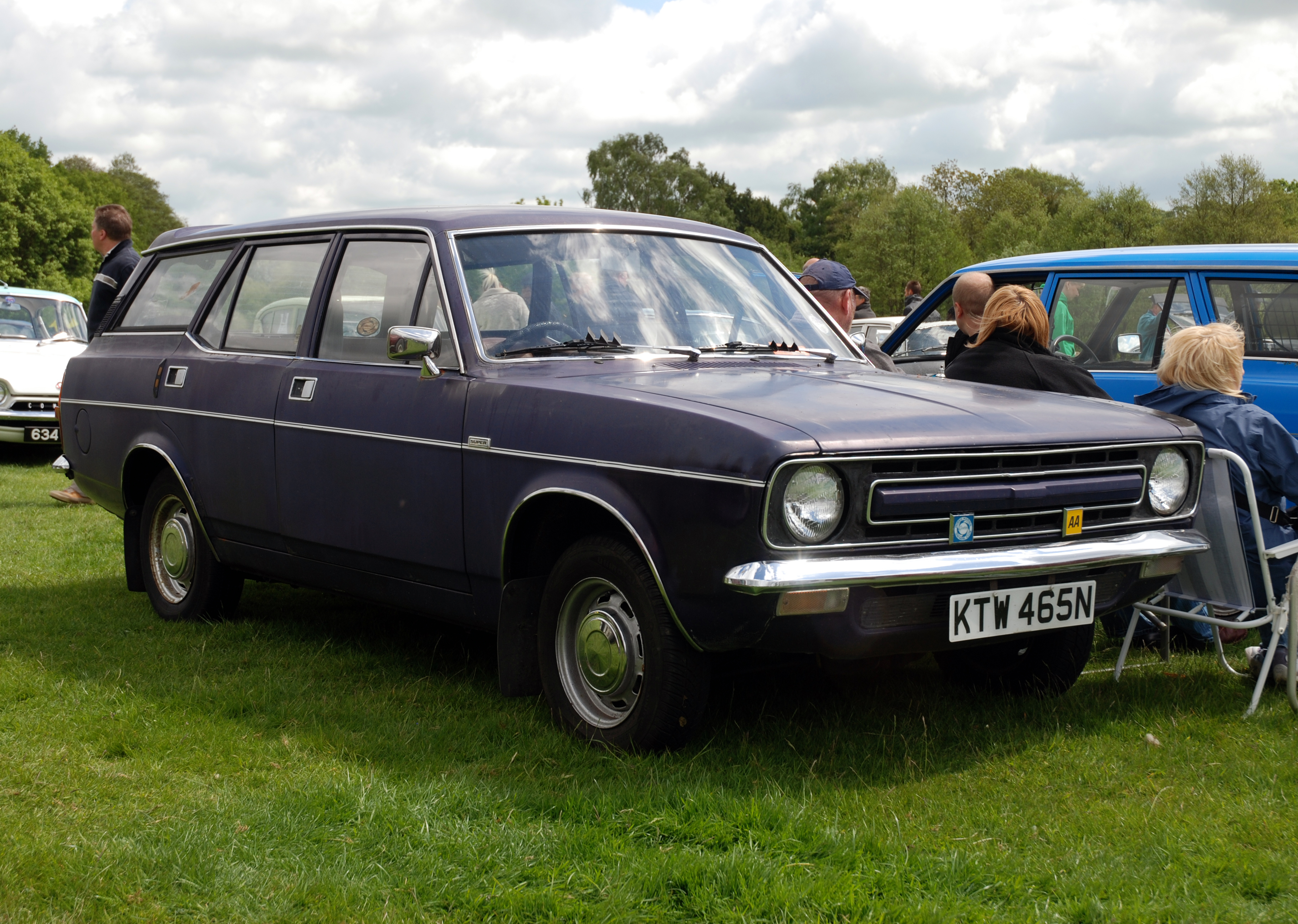
Marina break.
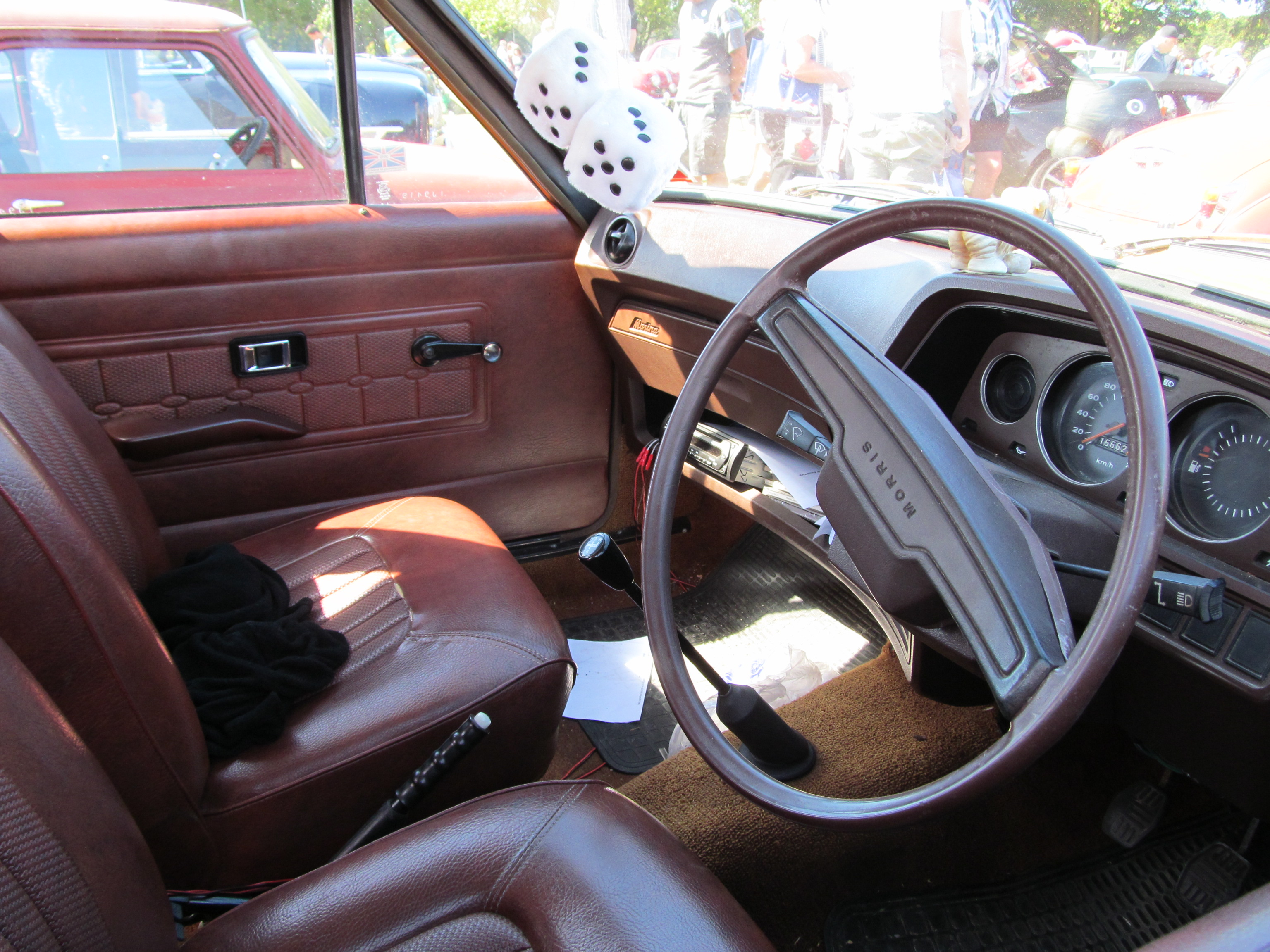
Intérieur.
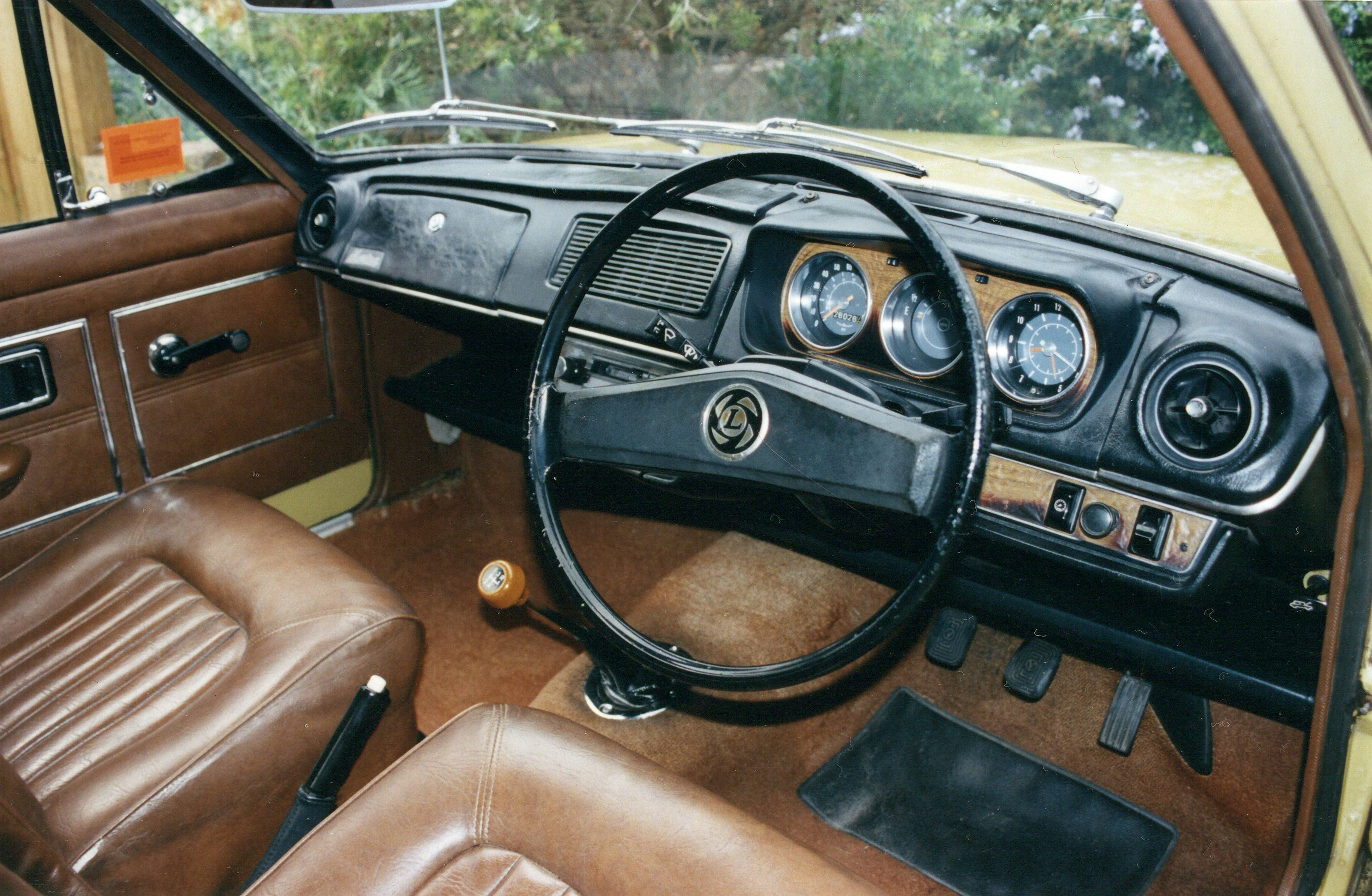
Intérieur.
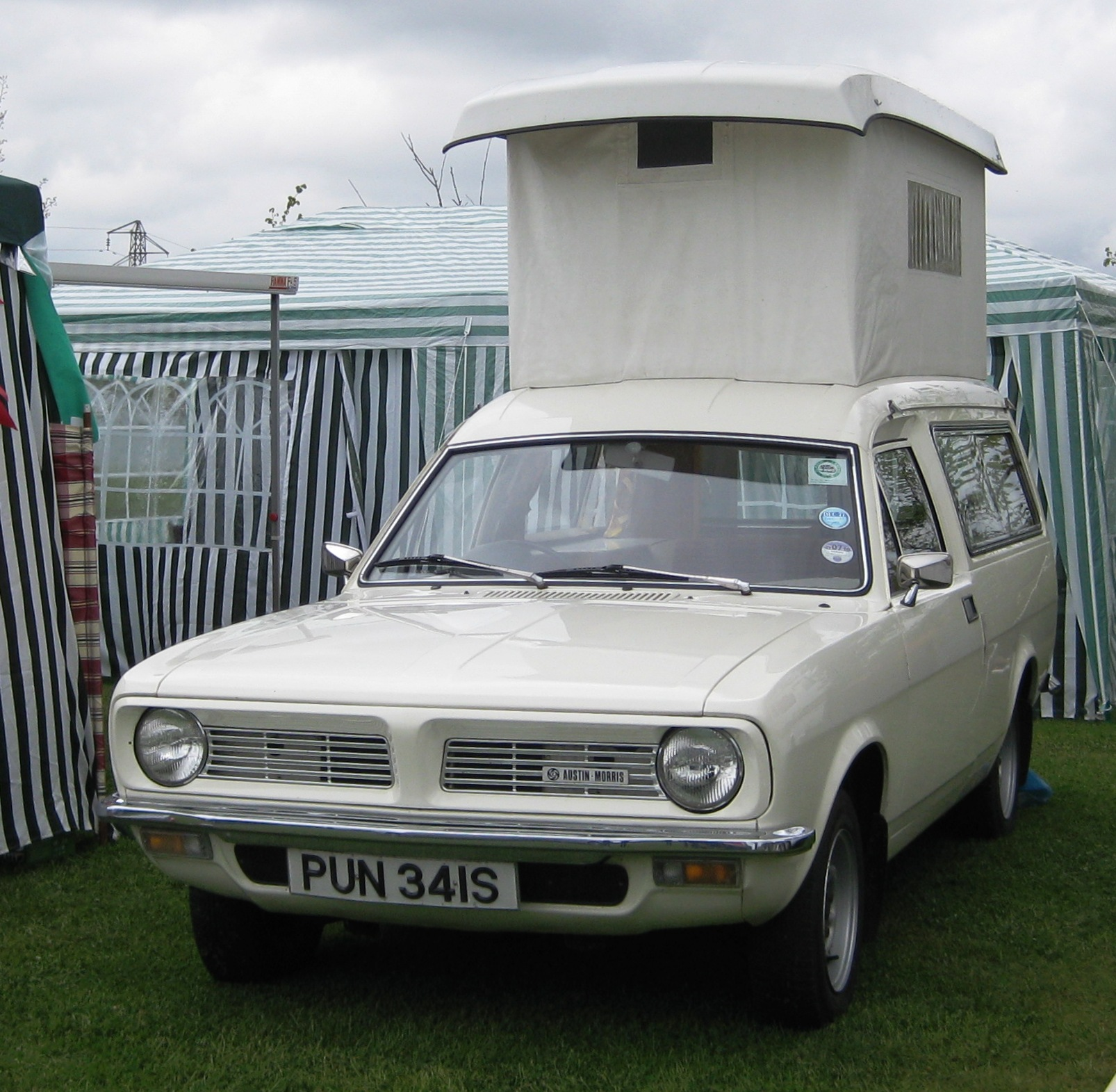
Version camionnette (phase 1 avec calandre séparée), transformée en camping-car.